# Folke Hellstedt
Ernst Folke Hellstedt, född 11 februari 1891 i Eskilstuna, död 13 juni 1969 i Stockholm, var en svensk friidrottare (höjdhopp). Han tävlade för AIK.
Hellstedt deltog vid OS i London 1908 där han blev utslagen i kvalet i höjdhopp. Han var bror till civilingenjören Lennart Hellstedt.